# تسفاي برامبل
تسفاي برامبل (بالإنجليزية: Tesfaye Bramble)‏ هو لاعب كرة قدم بريطاني في مركز الهجوم، ولد في 20 يوليو 1980 في إبسوتش في المملكة المتحدة. شارك مع منتخب مونتسرات لكرة القدم. أما مع النوادي، فقد لعب مع ستوكبورت كونتي وستيفيناغ بوروه وكامبريدج يونايتد ونادي تشيلمسفورد ونادي ساوثيند يونايتد ونادي كامبريدج ستي ونادي ليستون.

## وصلات خارجية
- تسفاي برامبل على موقع ناشيونال فوتبول تيمز (الإنجليزية)
- تسفاي برامبل على موقع Soccerbase.com (لاعب) (الإنجليزية)
- تسفاي برامبل على موقع عالم كرة القدم.نت (الإنجليزية)